# El Tren Expreso
El Tren Expreso fue el primer largometraje español dirigido y guionado por de León Klimovsky Dulfán. El guion fue producido basándose en el poema de Ramón de Campoamor, el cual fue utilizado como argumento. Los diálogos adicionales fueron creados por Luis Fernando Igoa. Esta película fue producida en 1954 en España y se estrenó el 23 de mayo de 1955. Fue filmada con un formato negativo de 35 milímetros y fue emulsionada en blanco y negro.
Aunque en su registro oficial está acreditada como una producción exclusiva de Unión Films (compañía de Eduardo Manzanos), en algunas filmografías aparece con una coproducción hispano-argentina.

## Sinopsis
Mario es un célebre concertista de piano afectado por una neurosis obsesiva. Se va de París, anula sus contratos y vuelve a España para dedicarse solamente a la música. En un tren conoce a una joven viuda, que por desgraciados temas matrimoniales intenta suicidarse. Mario la socorre cuando ella trata de arrojarse del tren en marcha.

## Reparto

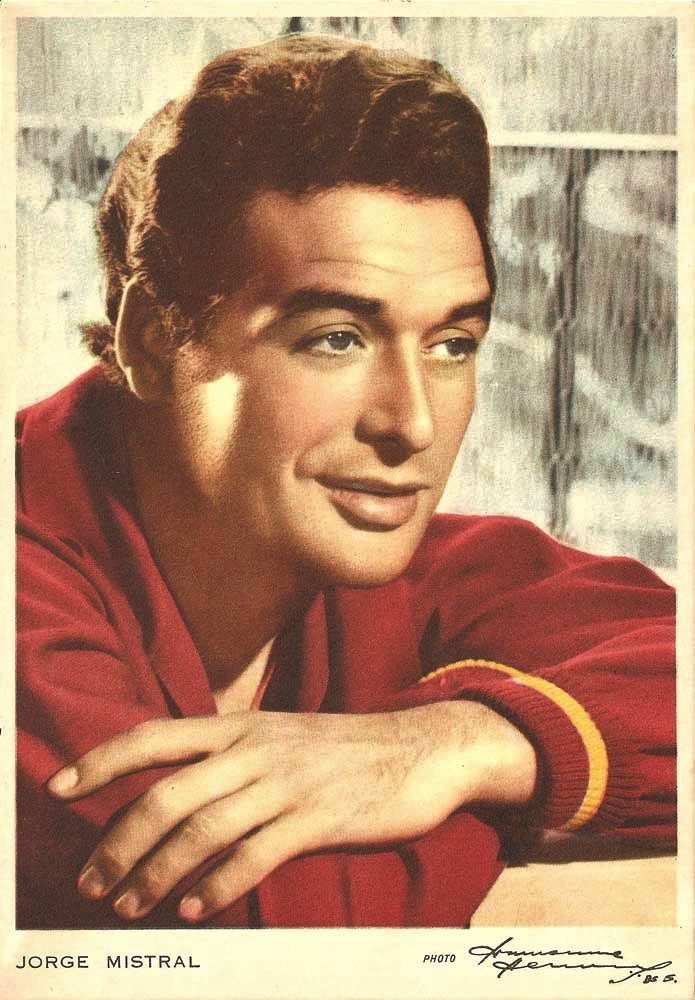
Jorge Mistral by Annemarie Heinrich

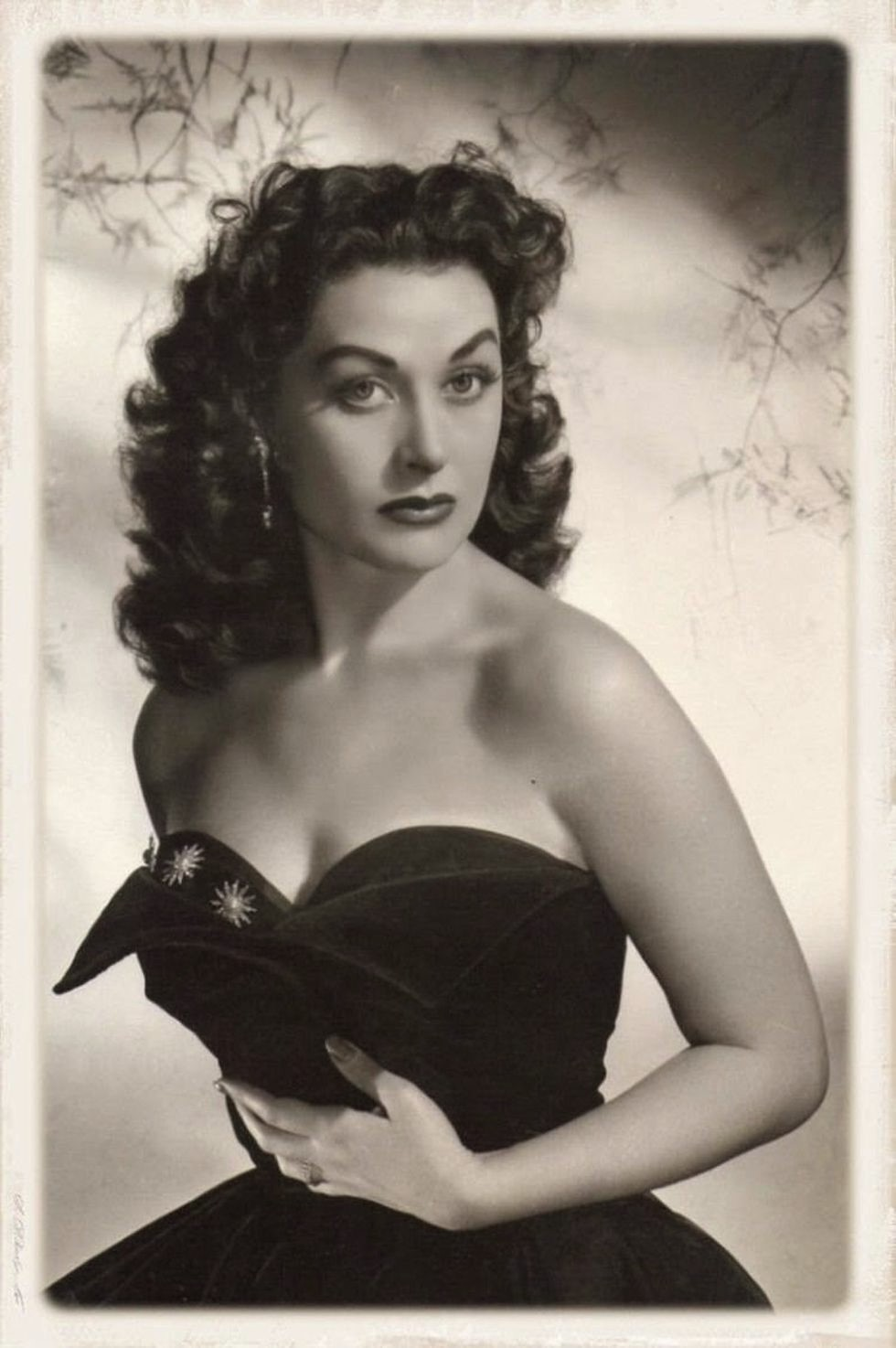
Laura Hidalgo by Annemarie Heinrich

- Jorge Mistral
- Laura Hidalgo
- Evangelina Elizondo
- Manuel Monroy
- Juan Calvo
- Rafael Bardem
- Amelia de la Torre
- Matilde Muñoz Sampedro
- Carlos Díaz de Mendoza
- Luis Domínguez Luna

## Historia
Mario en una fiesta popular toca una pieza musical de manera muy precipitada y vuelve a recobrar la fe en sí mismo. En el tren que se toma Mario para volver a España se encuentra con Andrea, ella vive unos momentos desgraciadamente malos en los que tiene que presenciar la muerte de sus padres, donde queda muy dolida y además vive un matrimonio desgraciado. Durante varios días, Mario y Andrea se refugian en un pueblo paradisíaco y son muy felices. Luego Andrea pone a prueba su amor, y lo cita tres meses después en Arévalo, que es el pueblo donde luego ella va a vivir con sus tíos. Mario tiene que llegar a la estación el 6 de noviembre en ese mismo tren en el que se conocieron y luego los separa, si él llega será señal de que efectivamente es su amor verdadero. Ambos se cruzan en el camino, pero no llegan a encontrarse. Cuando llega la fecha en la cual habían quedado, él va hacia el lugar y se encuentra con una carta de Andrea, en la que decía que ella falleció un mes antes.

## Información
León Klimovsky se encontraba en su mejor momento y utilizaba con conocimiento las diferentes locaciones reales en donde fue llevada a cabo la historia, lo cual logra hacerlas jugar expresivamente a su favor y pudo terminar creando un melodrama fatal con un poco de misterio sobre una pareja que se conoce de manera sigilosa y se va descubriendo de a poco. 

## Apreciación artística
Tiene una realización con un ritmo lento que se adecúa con la aplicación del sonido y la música, y también con su trama romántica.